# كارل إيجون إبرت
كارل إيجون إبرت Karl Egon Ebert (ولد في براج في يونيو 1801- ومات في سميكوف بالقرب من براج في 24 أكتوبر 1882) هو شاعر ألماني من منطقة بوهيميا التي تقع حاليا في التشيك.
كان والده ميشائيل إبرت Mechael Ebert مسشارا للبلاط في بوهيميا، حيث ولد ونشأ كارل. كان كارل يؤمن بضرورة تعايش الثقافتين الألمانية والتشيكية في منطقة بوهيميا، وكان من بين الأدباء الألمان والتشيك الذين وقعوا في 21 مارس 1848 على نداء يدعو للأخوة والمحبة بين الشعبين والثقافتين.
كتب إبرت الحوار الأوبرالي في أوبرا «ليدفينا» Lidwinna التي لحنها الموسيقار يوزف ديساور.
طبعت أعماله الأدبية الكاملة في براج في عام 1877. وقد لحن الموسيقار فيلكس ميندلسون بارتولدي قصيدتين من قصائده هما، «الحجاب الأول» و«أغنية في الرحلة».

## روابط خارجية
- كارل إيجون إبرت على موقع ميوزك برينز (الإنجليزية)